# The Biggest Ragga Dancehall Anthems 2001
The Biggest Ragga Dancehall Anthems 2001 – trzeci album z serii kompilacji The Biggest Ragga Dancehall Anthems, wydany 2 października 2001 roku przez londyńską wytwórnię Greensleeves Records. 
10 listopada 2001 roku album osiągnął 6. miejsce w cotygodniowym zestawieniu najlepszych albumów reggae magazynu Billboard (ogółem był notowany na liście przez 31 tygodni).

## Lista utworów

### CD 1
1. Elephant Man - "Log On"
2. Ward 21 - "Da Pum (Brain Damage)"
3. Sizzla - "Pump Up"
4. Bounty Killer & Wayne Marshall - "Smoke Clears"
5. Capleton - "New Name"
6. Elephant Man & Cecile - "Bad Gal, Bad Man"
7. T.O.K. - "Straight As An Arrow"
8. Mr. Vegas - "How About That"
9. Capleton - "Help"
10. Elephant Man - "Bumba Claat"
11. Sizzla - "Cop Killa"
12. Elephant Man & Ward 21 - "Anything A Anything"
13. Bounty Killer - "I Am Who I Am"
14. Assassin - "Wah Gwaan"
15. Mr. Lexx - "Bounce A Gal"
16. Merciless - "Sting History 2000"
17. Harry Toddler - "Press Gas"
18. Hawkeye - "My Style"
19. Elephant Man & Blind Dog - "Living In Hell"
20. Buju Banton - "Brighter Tomorrow"

CD 2
1. Sizzla - "To The Point"
2. Elephant Man - "Passa Passa"
3. Capleton - "Forward Inna Dem Clothes"
4. Bounty Killer - "All Out"
5. Merciless - "Real Man"
6. Mr. Vegas - "See It Deh Now"
7. Ward 21 & Wayne Marshall - "Thugs 4 Life"
8. Sizzla - "Woman Dem A Fi Me"
9. Elephant Man - "Bun It Down"
10. Tony Rebel - "Woman A Jamaica"
11. T.O.K. - "Bun Friend Enemy"
12. Capleton - "Man Bruk"
13. Lady Saw - "Defend The Girls"
14. Kiprich - "Mek Sure"
15. Degree - "Man Dingy"
16. Buju Banton - "Dis Mi Lady"
17. Hawkeye - "Wha Happen Mum"
18. Capleton - "Mi Food"
19. Mr. Vegas - "Some Boy"
20. Mr. Lexx - "Tug It Out"